# Uroobovella obovata
Uroobovella obovata es una especie de ácaros perteneciente a la clase de las arácnidos del orden Mesostigmata de la familia Urodinychidae.

Una hormiga (Donisthorpea flava) es un huésped de Uroobovella obovata.

## Distribución geográfica
Se encuentra en Italia.